# Hạm đội 6 Hoa Kỳ
Tổng Lực lượng Hải quân châu Âu/Hạm đội 6 Hoa Kỳ hoặc Đệ lục Hạm đội Hoa Kỳ là một đơn vị hoạt động của Hải quân Hoa Kỳ có tổng hành dinh trên Soái hạm Mount Whitney (LCC-20), có cảng nhà tại Gaeta ở Ý và hoạt động trong Địa Trung Hải. Tổng Lực lượng Hải quân châu Âu/Đệ lục Hạm đội Hoa Kỳ gồm có khoảng 40 Chiến hạm, 175 Phi cơ và 21.000 Quân nhân Hải quân và Nhân viên Quân sự. Đệ lục Hạm đội có cùng tổng hành dinh với Tổng Lực lượng Hải quân Hoa Kỳ tại châu Âu trong hai năm vừa qua như một phần cắt giảm tổng hành dinh của Bộ Quốc phòng Hoa Kỳ, nhưng Tư lệnh của Tổng Lực lượng Hải quân/Tư lệnh của Đệ lục Hạm đội vẫn còn là một Đô đốc bốn sao và một Phó Đô đốc. Sức mạnh công kích chính yếu của Tổng Lực lượng Hải quân châu Âu/Đệ lục Hạm đội là nằm trong các Hàng không Mẫu hạm và các Phản Lực cơ hiện đại, các tàu ngầm, và các Tiểu đoàn Cứu viện Thủy quân Lục chiến trên các tàu đổ bộ triển khai trong Địa Trung Hải.

## Lịch sử và các hoạt động vừa qua
Hoa Kỳ duy trì sự hiện diện hải quân trong Địa Trung Hải từ đầu thế kỷ 19 khi thoạt đầu tổng lực lượng Hải quân Hoa Kỳ kiềm chân bọn Cướp biển người Berber không cho chúng quấy nhiễu đường hàng hải thương mại. Hải đoàn xưa nhất được biết với tên Hải đoàn Địa Trung hải.
Năm 1946, Tổng thống Hoa Kỳ Harry S. Truman phái Thiết giáp hạm Missouri đến Đông Địa Trung Hải để chống lại các mối đe dọa của Xô Viết đối với Thổ Nhĩ Kỳ và Iran. Hạm đội nhỏ này được lưu lại trong Địa Trung Hải bởi Tổng Lực lượng Hải quân Hoa Kỳ vùng Đông Đại Tây Dương và Địa Trung Hải có tên gọi là Tổng Lực lượng Hải Quân Địa Trung Hải và có soái hạm là một tàu hỗ trợ cho các khu trục hạm đóng tại Napoli, Ý. Tuần dương hạm USS Dayton thay thế tàu hỗ trợ USS Shenandoah làm kỳ hạm và bắt đầu hoạt động với hạm đội. Tên của Tổng Lực lượng Hải quân Địa Trung Hải được đổi thành Đệ lục Đặc nhiệm Hạm đội và rồi vào năm 1950 trở thành Hạm đội 6.  Hạm đội 6 hoạt động hỗ trợ cho tổng lực lượng Hoa Kỳ trong Chiến dịch Dơi Xanh (Operation Blue Bat) tại Liban năm 1958.
Hạm đội 6 cung cấp những trợ giúp về nhân đạo, tiếp vận và quân sự để hỗ trợ các chiến dịch của NATO tại  Kosovo bắt đầu từ Chiến dịch Lực lượng Đồng minh. Hạm đội cũng tham gia trong Chiến dịch Ánh sáng Hy vọng (Operation Shining Hope) và Chiến dịch Joint Guardian.

## Sứ mệnh
Hạm đội 6 có trách nhiệm đối với Hoa Kỳ và đối với cả NATO. Tư lệnh Hạm đội 6, Phó Đô đốc John Dickson Stufflebeem, báo cáo trước Tư lệnh Tổng Lực lượng Hải quân Hoa Kỳ tại châu Âu và trước Bộ Tư lệnh Tổng Lực lượng Hỗn hợp Naples khi Hạm đội 6 hoạt động như một bộ phận của NATO. Hạm đội 6 được triển khai tiền phương bằng chiến hạm USS Mount Whitney (LCC-20) và (trước đây bằng USS La Salle (AGF-3)) tại Gaeta, Ý.

## Tổ chức
Hạm đội 6 được tổ chức thành các lực lượng đặc nhiệm. Mỗi lực lượng đặc nhiệm có trách nhiệm với các nhiệm vụ đặc biệt. Khi các nhóm công kích triển khai đến Địa Trung Hải từ Đại Tây Dương, chúng đổi tư lệnh từ Hạm đội 2 sang Hạm đội 6. Khi chúng vượt qua Kênh đào Suez, chúng chuyển sang tư lệnh Hạm đội 5.

### Lực lượng Đặc nhiệm 60
Hải đoàn Khu trục hạm 60 được thành lập như một hải đoàn khu trục hạm mới nhất của Hải quân Hoa Kỳ vào ngày 19 tháng 2 năm 2003 và có cảng nhà tại Gaeta, Ý. Sứ mệnh chính của hải đoàn 60 là tiến hành các chiến dịch chiến đấu lâu dài, chính xác, tức thời hoặc các chiến dịch không chiến đấu.
Để hoàn thành những sứ mệnh phức tạp này, Hải đoàn Khu trục hạm 60 đưa vào sử dụng các lực lượng nổi, tàu ngầm, phi cơ, biệt đoàn hải quân SEAL, Thủy quân lục chiến, những đơn vị khác và cùng với các lực lượng NATO được giao trách nhiệm trong vùng hoạt động của Hạm đội 6 để bảo đảm các đường hàng hải trong khu vực trách nhiệm của Bộ tư lệnh châu Âu của Hoa Kỳ luôn thông suốt.
Lực lượng Đặc nhiệm 60 là Lực lượng Chiến đấu của Hạm đội 6. Khi Nhóm Công kich Hàng không mẫu hạm chuyển vùng sang Địa Trung Hải, nó thường được đặt tên là Lực lượng Đặc nhiệm 60. Lực lượng Đặc nhiệm có thể bao gồm một hoặc hai hàng không mẫu hạm, mỗi mẫu hạm sẽ có một đội tàu tháp tùng khoảng 6 tuần dương hạm và khu trục hạm. Trên hàng không mẫu hạm là một không đoàn từ 65 đến 85 phi cơ. Không đoàn là bộ phận công kích chính yếu của Nhóm Công kích Hàng không mẫu hạm và gồm có các phi cơ thám thính, chống tàu ngầm, không chiến, tấn công. Các chiến hạm đi cùng với hàng không mẫu hạm phục vụ như các bệ tự vệ và tấn công với các công vụ bao gồm chiến tranh chống tàu ngầm, chống lực lượng nổi và phòng không. Ngoài vai trò chính là kiểm soát mặt biển, Nhóm Công kích cũng có thể bắn phá vào đất liền.

### Lực lượng Đặc nhiệm 61
Lực lượng Đặc nhiệm 61 là Nhóm Trực chiến Đổ bộ Địa Trung Hải. Nó gồm có ba tàu đổ bộ và các tàu đổ bộ hạng nhẹ. Từ các tàu này, lực lượng bộ binh Thủy quân lục chiến Hoa Kỳ có thể tiến vào bờ biển bằng đường biển và trên không trong các nhiệm vụ tấn công đổ bộ để di tản giải cứu khẩn cấp. Một khi đến bờ biển, các chiến hạm của Lực lượng Đặc nhiệm 61 sẽ hỗ trợ phía sau lực lượng bộ binh cho đến khi mục tiêu của cuộc đổ bộ hoàn thành và lực lượng Thủy quân lục chiến quay trở về các chiến hạm.

### Lực lượng Đặc nhiệm 62
Lực lượng Đặc nhiệm 62 là lực lượng bộ binh sẵn sàng chiến đấu, gồm có Đơn vị Viễn chinh Thủy quân lục chiến với 1.800 binh sĩ. Đơn vị Viễn chinh Thủy quân lục chiến này được chuyên chở trên 61 tàu của Lực lượng Đặc nhiệm 61 với trang bị là thiết giáp, pháo binh và phi cơ trực thăng vận tải để giúp đơn vị tiến hành các chiến dịch trên bờ biển hoặc di tản dân sự trong các vùng biến động.

### Lực lượng Đặc nhiệm 63
Lực lượng Đặc nhiệm 63 là Lực lượng Tiếp vận gồm các tàu chở nhiên liệu, thực phẩm dự phòng, sửa chữa. Nhiệm vụ của lực lượng này là giao các đồ tiếp liệu trên biển, và có thể sửa chữa các tàu khác cũng như các trang bị của hạm đội.

### Lực lượng Đặc nhiệm 64
Lực lượng Đặc nhiệm 64 gồm có các tàu ngầm nguyên tử có trang bị các hỏa tiễn chiến thuật tầm xa. Cho đến cuối thập niên 1970, các tàu này có cảng nhà tại Căn cứ Hải quân Rota, Tây Ban Nha.  Nhiệm vụ của nó là ngăn ngừa chiến lược.

### Lực lượng Đặc nhiệm 67
Lực lượng Đặc nhiệm 67 bao gồm các phi cơ tuần tra biển có căn cứ trên bộ. Các phi cơ này hoạt động trên vùng biển của Địa Trung Hải trong các vai trò chống tàu ngầm, thám thính, thị sát và thả mìn.

### Lực lượng Đặc nhiệm 68
Được thành lập ngày 17 tháng 3 năm 2005, Lực lượng Đặc nhiệm 68 chỉ huy các lực lượng bảo vệ lực lượng như các tiểu đoàn công binh, đơn vị gài mìn di động, lực lượng an ninh Thủy quân lục chiến, và các Đội Chống Khủng bố của Hạm đội.

### Lực lượng Đặc nhiệm 66/69
Lực lượng Đặc nhiệm 66/69 có trách nhiệm lập kế hoạch và điều hợp các tàu ngầm trong vùng và các chiến dịch chiến tranh chống tàu ngầm trong Địa Trung Hải. Đặc biệt, Lực lượng Đặc nhiệm 69 bao gồm các tàu ngầm tấn công.

## Danh sách một số chiến hạm tiêu biểu
- USS Mount Whitney (LCC-20) Soái hạm

Danh sách củ (phỏng chừng vào năm 1965?): 
- USS Bang (SS-385)
- USS Oriskany (CV-34)
- USS Tarawa (CV-40)
- USS Albany (CA-123)
- USS Essex (CV-9)
- USS Forrestal (CVA-59)
- USS Intrepid (CV-11)
- USS Baltimore (CA-68)
- USS Topeka (CL-67)
- USS Shangri-La (CV-38)
- USS Leyte (CV-32)
- USS Kearsarge (CV-33)
- USS New Jersey (BB-62)
- USS Gyatt (DD-712)